# شعب المحطة (ذي السفال)

تعديل مصدري - تعديل

شعب المحطة محلة تابعة لقرية العقام، التابعة لعزلة السيف بمديرية ذي السفال إحدى مديريات محافظة إب في الجمهورية اليمنية، بلغ تعداد سكانها 26 حسب تعداد اليمن لعام 2004.